# Планета людей (фильм)
«Планета людей» (англ. Planet of the Humans) — американский документальный фильм 2019 года, посвящённый теме экологии, автором сценария, продюсером, режиссёром и рассказчиком выступил Джефф Гиббс. Помогал при создании и активно участвовал в его продвижении Майкл Мур, который является исполнительным продюсером проекта. Мур опубликовал его на своём YouTube-канале 21 апреля 2020 года, накануне 50-го Дня Земли.
В фильме утверждается, что такие возобновляемые источники энергии, как энергия биомассы, энергия ветра и солнечная энергия не являются такими возобновляемыми, как о них говорят, а причиной глобального экологического кризиса является чрезмерное потребление. Фильм вызвал споры и был раскритикован как частично устаревший и вводящий в заблуждение.
Фильм был временно заблокирован YouTube 25 мая 2020 года в связи с жалобой о нарушении авторских прав. Это решение было оспорено, и двенадцать дней спустя YouTube снял ограничения для просмотра. Создатель фильма утверждал, что фрагмент был использован в рамках добросовестного использования и что эти действиями была подорвана свобода слова.

## Содержание

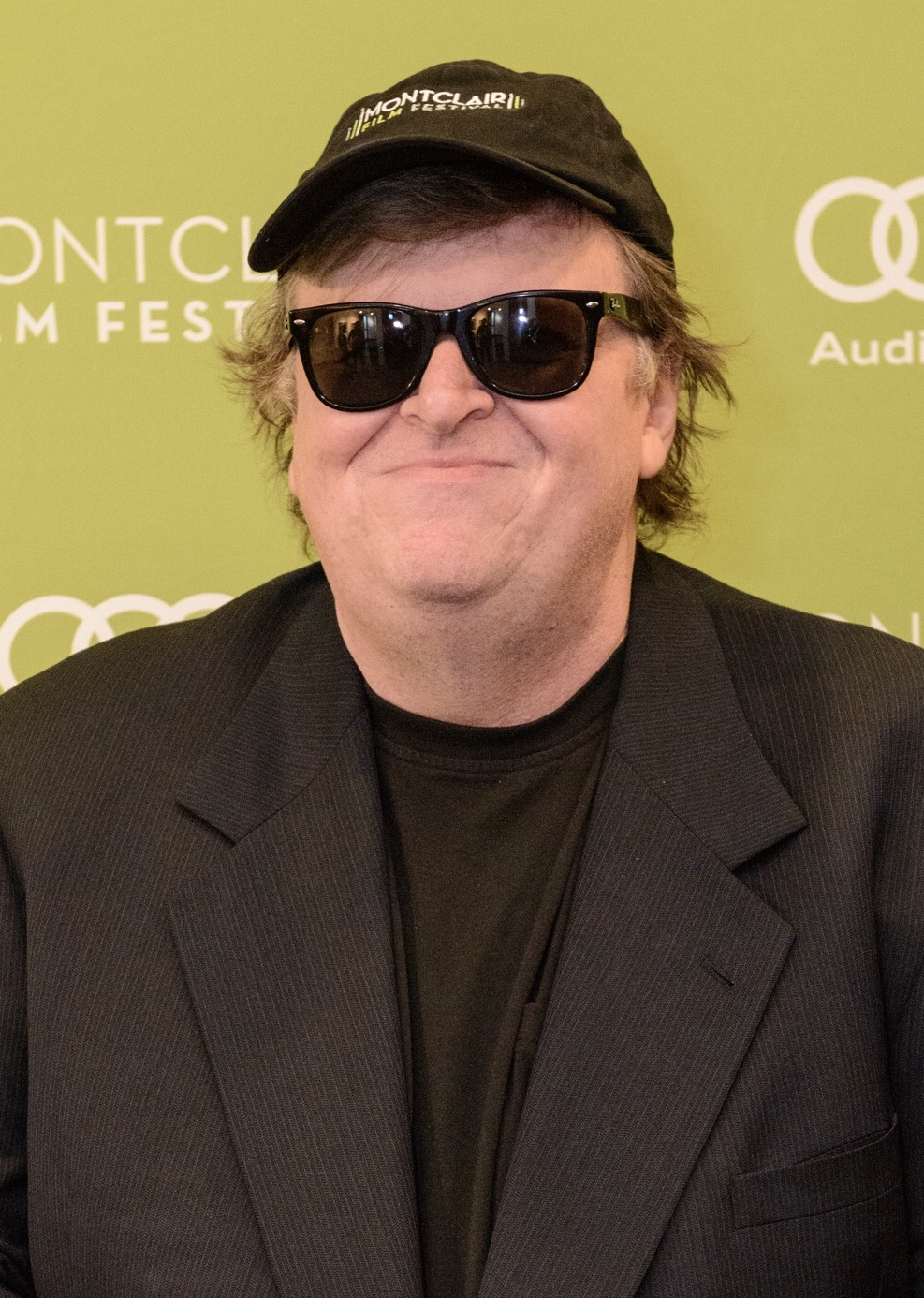
Майкл Мур

В фильме представлены хроника, касающаяся сферы энергетики, интервью бизнесменов и известных лидеров экологического движения, архивные кадры с их участием. Также представлены съёмка со спутника ночного неба над США, строительство ветряной турбины, стройку ветровой электростанции, солнечную батарею, принадлежащую Lansing Power and Light Company, солнечно-электрическую электростанцию СТЭС Айвонпа и общественные мероприятия, на которых выступали известные лидеры в области охраны окружающей среды. Интервью было проведено съёмочной группой, которая во время публичных мероприятий назвала себя представителями New World Media. Этим интервью предшествовал ряд официальных интервью с Ричардом Хайнбергом, Оззи Зехнером и антропологом Университета штата Пенсильвания Ниной Яблонски. Рассказчиком фильма выступил сам режиссёр Джефф Гиббс.

## Релиз
Мировая премьера фильма состоялась на кинофестивале в Траверс-Сити (TCFF) в июле 2019 года. 21 апреля 2020 года, в канун Дня Земли, Мур объявил, что «Планета людей» будет доступен бесплатно на YouTube в течение 30 дней, но в дальнейшем этот период был продлён ещё на один месяц по причине высокой посещаемости.
В интервью, данном в рамках TCFF, Гиббс заявил, что «фильм, как ожидается, не будет удобным началом для столько важного разговора», особенно для тех, кто относится к солнечной и ветровой энергии как к «священным коровам».
Сайт Films For Action был из тех, кто изначально участвовал в продвижении «Планеты людей». После протестов, в ходе которых утверждалось, что «фильм полон дезинформации», они удалили встроенную ссылку и опубликовали заявление, в котором перечислены многочисленные ложные сведения и ошибки, в том числе заявления об экологических организациях и солнечной и ветровой энергии, которые были либо устаревшими, либо просто неверными. 7 мая Films For Action восстановил встроенную ссылку, заявив об обеспокоенности тем, что «ограничение доступа к фильму в контексте кампании против него, организованного Джош Фокс, только вызовет больше интереса к фильму, в том числе со стороны прессы, и, возможно, приведёт людей к мысли, что мы пытаемся „скрыть правду“, придавая таким образом фильму больше власти и загадочности, чем он того заслуживает».
25 мая 2020 года фильм был временно удалён с YouTube из-за иска о нарушении авторских прав со стороны британского фотографа-эколога Тоби Смита из-за 4-секундного фрагмента, который Гиббс считал, что использует добросовестно. В то время фильм был просмотрен более 8 миллионов раз. Мур и Гиббс назвали этот шаг «вопиющим актом цензуры» и оспаривали это решение видеохостинге. Авторы сделали фильм доступным для бесплатного просмотра на платформе Vimeo.

## Фактическая точность

### Научные претензии
В фильме использованы кадры с полем солнечных батарей, возраст которого достигает десяти лет, что может дать ложное представление о среднем возрасте батарей на момент выхода фильма. Поле солнечных панелей, показанное в «Планете людей», работает с 8%-ной эффективностью преобразования солнечного света, что ниже типичной эффективности в 15-20 % у новых солнечных батарей к 2020 году.
Присутствуя при запуске электромобиля General Motors, интервьюер обнаруживает, что электромобиль заряжается от сети, на 95 % получающей энергию от сгорания угля, что не отражает средние показатели электрических сетей (чуть более 60 % ископаемого топлива в 2019 году).
В фильме утверждается, что углеродный след возобновляемых источников энергии сопоставим с ископаемым топливом, если учитывать все этапы их производства. Однако большой объём исследований показывает, что выбросы ветрового, ядерного и солнечного топлива значительно ниже, чем у ископаемого топлива.
В письме авторам «Планеты людей» режиссёр и экологический активист Джош Фокс и учёные, включая климатолога Майкл Манн, попросили их извиниться и опровергнуть то, о чём говорится в фильме. Они утверждают, что данный проект включает в себя «различные искажения, полуправду и ложь», и что создатели фильма «оказали медвежью услугу нам и планете, продвигая идеи и разговоры о бездействии в отношении темы изменения климата».

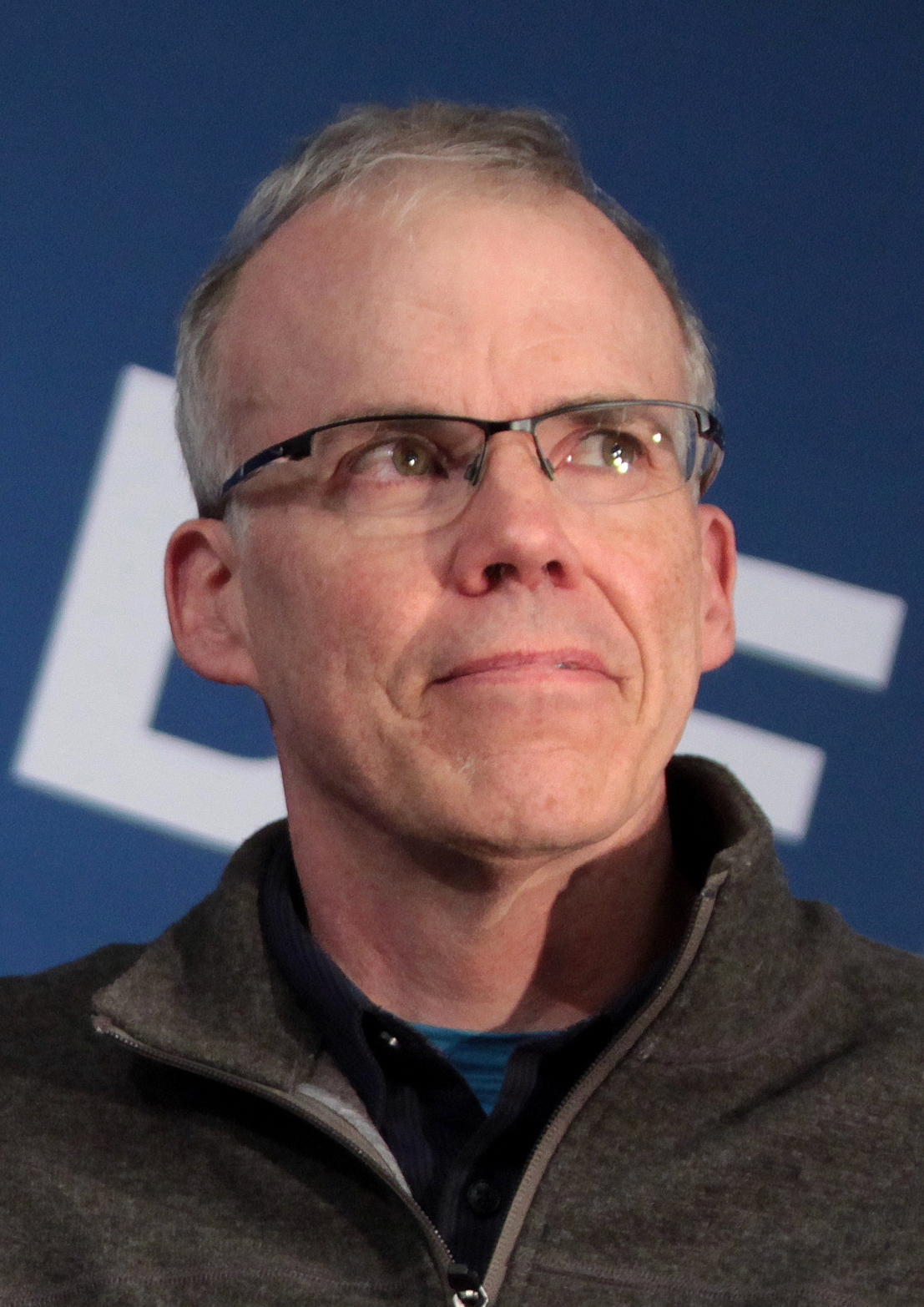
Билл Маккиббен

### Претензии к экологическому движению
Защитник окружающей среды Билл Маккиббен ответил на заявления, сделанные в документальном фильме относительно него и организации, которую он основал, 350.org:

В канун Дня Земли на Youtube появилось видео, в котором делаются обвинения в адрес меня и 350.org, а именно, что я был сторонником энергии из биомассы, и что 350.org и я имели обязательства перед корпорациями, которые нас финансировали, и ввели в заблуждение наших сторонников относительно издержек и компромиссов, связанных с обезуглероживанием нашей экономики. Эти вещи не соответствуют действительности
Оригинальный текст (англ.)A Youtube video emerged on Earth Day eve making charges about me and about 350.org — namely that I was a supporter of biomass energy, and that 350 and I were beholden to corporate funding, and have misled our supporters on the costs and trade-offs related to decarbonizing our economy. These things aren't true.
— 350.org
В статье «Роллинг Стоун» он продолжил: «Создатели фильма не просто занимались плохой журналистикой (что безусловно), они действовали недобросовестно. Они не просто вели себя нечестно (что безусловно), они вели себя бесчестно. Я знаю, что в нашу эпоху эти слова могут звучать мягко, но в моём лексиконе это наиболее сильные эпитеты».

## Критика
На сайте агрегатора отзывов Rotten Tomatoes фильм имеет рейтинг одобрения 65 %, основанный на 26 отзывах, со средним рейтингом 6,3 из 10.
Деннис Харви из Variety заявил, что «скучная монотонная речь Гиббса делает из него плохого рассказчика», сам фильм «хорошо снят и смонтирован, но материал здесь слишком разобщён, чтобы избежать ощущения, что вся информация свалена в одну кучу».
На редакционной странице журнала Las Vegas Review-Journal написала о фильме: «мистер Гиббс и мистер Мур критикуют ветроэнергетику за то, что она требует огромного количества меди и редкоземельных минералов. Ветряные электростанции также требуют больших территорий. Солнечная энергия зависит от угля и кварца. <…> Электромобили звучат отлично, но они зависят от электрической сети, работающей на ископаемом топливе».
Профессор экологической политики Калифорнийского университета Лия Стокс в Vox Magazine написала, что фильм подрывает работу молодых климатических активистов и что «на протяжении всего фильма режиссёры искажают основные факты, вводя общественность в заблуждение относительно того, кто несёт ответственность за климатический кризис. Мы привыкли к кампаниям дезинформации в области климатологии от корпораций, занимающихся добычей природных ресурсов. Но от прогрессивных кинематографистов?».
Ричард Хайнберг на Resilience.org написал, что «фильм начинает разговор, который нам нужен, и этот фильм заслуживает того, чтобы его увидели» и «мейнстримные эко-активисты будут ненавидеть этот фильм, потому что он показывает некоторые недостатки, которые действительно существуют. Сосредоточившись на исправлениях, касающихся технической стороны, они отодвинули на второй план почти все дискуссии о перенаселении и чрезмерном потреблении» .
Дана Нуцителли из Yale Climate Connections отметила: «Суть фильма сродни утверждению, что из-за того, что фрукты содержат сахар, есть клубнику не здоровее, чем чизкейк».
Журналист-эколог Брайан Кан из Earther написал, что выбор режиссёра, что «в основном белые эксперты, притом, в основном, мужчин», спорящих о пользе контроля над населением, придают фильму «некоторый налёт евгеники и экофашизма. <…> Больше же всего разочаровывает в фильме Гиббса то, что он, разбирая серьёзные вопросы, игнорирует их чёткие решения».
Эмили Аткин, журналист-эколог из The New Republic, описала документальный фильм как «аргументированное эссе от ленивого первокурсника колледжа» .
Кинокритик The Guardian Питер Брэдшоу отметил, что, несмотря на критику ключевых экологических лидеров, создатели воздержались от критики Греты Тунберг, одной из самых известных сторонников альтернативных источников энергии. Брэдшоу назвал фильм «освежающе контрастным».
Лора Шмидт, основатель сети Good Grief, написала: «для многих всех этих недостатков в документальном фильме было достаточно, чтобы он полностью дискредитировал себя; если взять мнение некоторых людей, которых я уважаю, то их общую реакцию можно охарактеризовать как „дрянь“».

### Ответ режиссёра
Отвечая в интервью Rising о обвинениях в том, что фильм представляет из себя мальтузианскую точку зрения относительно затронутых проблем, Гиббс ответил, что они никогда не использовали термин «контроль населения» и не поддерживают его, и добавил, что в недавнем докладе Межправительственной научно-политической платформы по биоразнообразию и экосистемным услугам также упомянуты рост населения и экономический рост в качестве основных факторов текущего кризиса.
Джефф Гиббс сказал, что фильм предназначен для того, чтобы побудить к обсуждению и дебатам по вопросу изменения климата и оценить в целом антропогенные факторы, в том числе перенаселение и голоценовое вымирание, из-за которого половина всех диких животных исчезла за последние 40 лет, и могут ли зелёные технологии решить эти проблемы.
18 мая 2020 года Гиббс ответил на обвинения в использовании «старых видеороликов», заявив, что хотя большая часть видеороликов была снята в 2019 и 2020 годах, видеоролики популярных солнечных фестивалей снимались дважды, с интервалом в 10 лет, и от использования дизельных генераторов так и не отказались. Он объяснил, что поле солнечных батарей в Мичигане, которое они снимали, продолжает работать с эффективностью в 8 % и это будет продолжаться в течение десятилетий, и что производство панелей потребует добычи невозобновляемых ресурсов.